# Siberut
Siberut és l'illa més gran i septentrional de l'arxipèlag de Mentawai, a l'altura de la costa oest de Sumatra, a l'oceà Índic, a Indonèsia. La seva superfície és de 4.030 km², dels quals 1.905 km² estan dedicats a la selva del parc nacional de Siberut. L'illa és la casa més important del poble Mentawai. La principal ciutat és Muarasiberut, al sud-est.
Les illes més petites adjacents a Siberut inclouen Karamajet i Masokut, que són a l'estret de Bungalaut, al sud de l'illa.